# Arvid Wittenberg

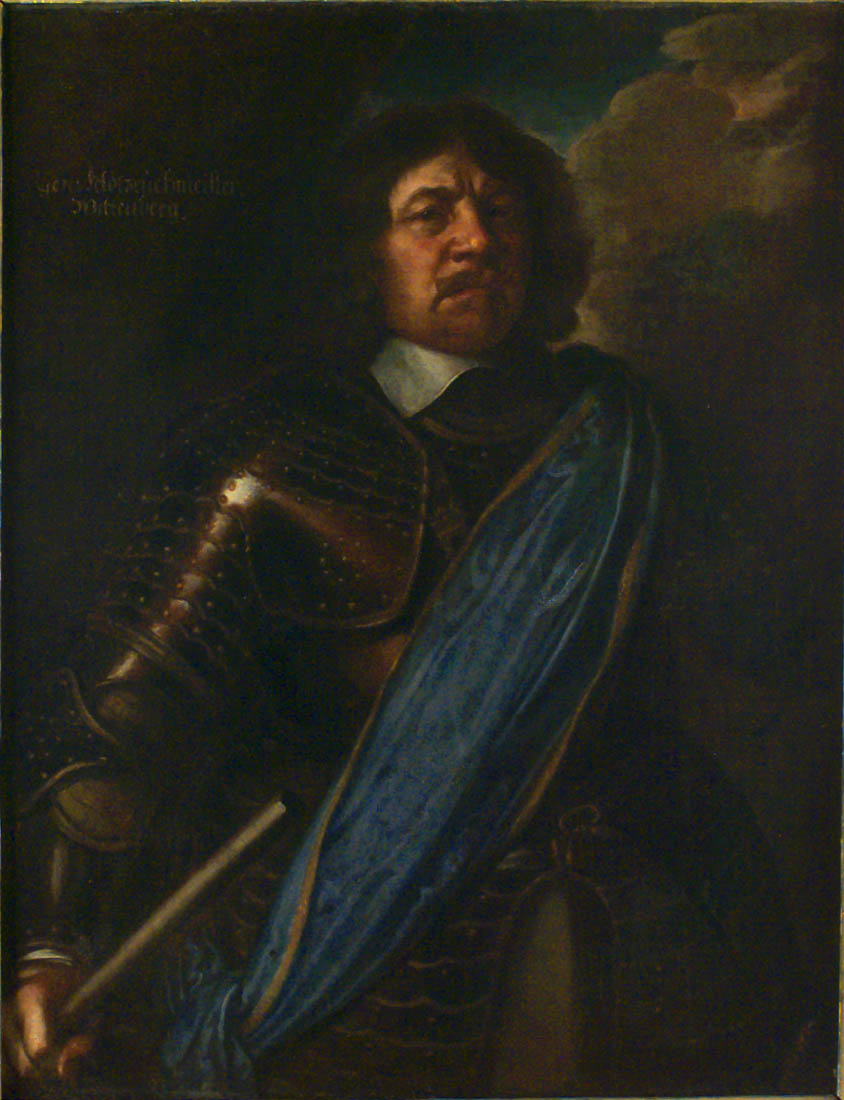
Arvid Wittenberg.

Arvid Wittenberg (Porvoo, 1606-Zamość, 1657) fue un conde sueco, mariscal de campo desde 1655. 
Wittenberg entró a los 16 años en el ejército de Suecia. Se distinguió en la Batalla de Wittstock (1636) y en 1639 fue ascendido a General.
Wittenberg fue comandante del franco derecho del Ejército sueco, en la batalla de Breitenfeld (1642) y Jankau (1645). En la Segunda Guerra Nórdica conquistó Arvid Wittenberg Cracovia en el año 1655 y fue nombrado Comandante en jefe de Varsovia. Pero tuvo que renunciar en 1656, tras el asedio de la capital polaca, por el rey Juan II Casimiro. Murió como prisionero de guerra en Zamość (Polonia).